# 루스 버지
루스 버지(Ruth Ann Buzzi, 1936년 7월 24일 ~ 2025년 5월 1일)는 미국의 연극 배우, 텔레비전 배우, 영화배우, 성우이다.

## 영화
- 폴른 엔젤 (2006년)
- 제7의 천국 (1996년)
- 트러블 메이커 (1994년)
- 몬스터 가족 (1988년)
- 배드 가이스 (1986년) - 피탤 맥거크 역
- 라스트 에어리언 (1983년)
- 사고뭉치 첩보원 (1981년)
- 빌런 (1979년)
- 스케이트타운 (1979년)
- 애플 덤플링 갱 2 (1979년)
- 목사님 만세 (1979년)
- 사랑의 유람선 (1977년)
- 프리키 프라이데이 (1976년)
- 아리스토캣 (1970년)
- 닥터 게논 (1969년)
- 우리 생애 나날들 (1965년)
- 디즈니랜드 (1954년) - 본인 역